# Cratere Lumawig
Lumawig è un cratere sulla superficie di Rea.